# Tegal
Tegal là một thành phố lớn nhất ở huyện Tegal thuộc tỉnh Trung Java. Thành phố nằm ở bờ bắc của Trung Java, cự ly 100 km so với Cirebon. Slawi nằm khoảng 12 km về phía nam thành phố. Thành phố Tegal có diện tích 39,68  km², dân số là 247.076 người. Thủ phủ đóng tại.

## Địa lý

### Khí hậu
| Dữ liệu khí hậu của Tegal (1991-2020) | Dữ liệu khí hậu của Tegal (1991-2020) | Dữ liệu khí hậu của Tegal (1991-2020) | Dữ liệu khí hậu của Tegal (1991-2020) | Dữ liệu khí hậu của Tegal (1991-2020) | Dữ liệu khí hậu của Tegal (1991-2020) | Dữ liệu khí hậu của Tegal (1991-2020) | Dữ liệu khí hậu của Tegal (1991-2020) | Dữ liệu khí hậu của Tegal (1991-2020) | Dữ liệu khí hậu của Tegal (1991-2020) | Dữ liệu khí hậu của Tegal (1991-2020) | Dữ liệu khí hậu của Tegal (1991-2020) | Dữ liệu khí hậu của Tegal (1991-2020) | Dữ liệu khí hậu của Tegal (1991-2020) |
| Tháng                                 | 1                                     | 2                                     | 3                                     | 4                                     | 5                                     | 6                                     | 7                                     | 8                                     | 9                                     | 10                                    | 11                                    | 12                                    | Năm                                   |
| ------------------------------------- | ------------------------------------- | ------------------------------------- | ------------------------------------- | ------------------------------------- | ------------------------------------- | ------------------------------------- | ------------------------------------- | ------------------------------------- | ------------------------------------- | ------------------------------------- | ------------------------------------- | ------------------------------------- | ------------------------------------- |
| Trung bình ngày tối đa °C (°F)        | 30.9 (87.6)                           | 30.7 (87.3)                           | 31.3 (88.3)                           | 31.8 (89.2)                           | 32.2 (90.0)                           | 31.9 (89.4)                           | 31.7 (89.1)                           | 31.6 (88.9)                           | 32.3 (90.1)                           | 32.5 (90.5)                           | 32.4 (90.3)                           | 31.7 (89.1)                           | 31.8 (89.2)                           |
| Trung bình ngày °C (°F)               | 27.7 (81.9)                           | 27.5 (81.5)                           | 28.0 (82.4)                           | 28.4 (83.1)                           | 28.5 (83.3)                           | 28.0 (82.4)                           | 27.5 (81.5)                           | 27.4 (81.3)                           | 28.1 (82.6)                           | 28.7 (83.7)                           | 28.7 (83.7)                           | 28.2 (82.8)                           | 28.1 (82.6)                           |
| Tối thiểu trung bình ngày °C (°F)     | 24.4 (75.9)                           | 24.2 (75.6)                           | 24.6 (76.3)                           | 24.9 (76.8)                           | 24.8 (76.6)                           | 24.0 (75.2)                           | 23.2 (73.8)                           | 23.1 (73.6)                           | 23.8 (74.8)                           | 24.8 (76.6)                           | 25.0 (77.0)                           | 24.7 (76.5)                           | 24.3 (75.7)                           |
| Nguồn: Cuaca Tegal                    |                                       |                                       |                                       |                                       |                                       |                                       |                                       |                                       |                                       |                                       |                                       |                                       |                                       |